# Kloak (TV-serie)
Kloak var sommarlovsprogrammet i Sveriges Television 1996. Det handlade om tre barn som hamnade i kloakerna och begav sig ut på ett stort äventyr. Fredrik Berling gjorde dels rollen som ingenjören som bodde i kloakerna och dels som programledare.
Kloak är det första sommarlovsprogrammet vars miljö var helt datoranimerad.
Det visades TV-serier som Rockos moderna liv och Katten Gustaf.
Det är oklart vem eller vilka som har rättigheterna till programmet.